# Собор Воскресения Христова (Подгорица)
Собор Воскресения Христова (серб. Саборни храм Христовог Васкрсења) — кафедральный собор Черногорско-Приморской митрополии Сербской православной церкви в городе Подгорице в Черногории.

## История
Планы по постройке соборного храма в Подгорице существовали ещё во времена Королевства Югославии, но им не суждено было сбыться из-за начала Второй мировой войны, а после её окончания земля, предназначенная для постройки собора, была отобрана коммунистическими властями.
В начале 1990-х годов Черногорско-Приморская митрополия решила построить новый собор в Мошичиме, бывшем метохе монастыря Хиландар. Проект храма разработал архитектор Предраг Ристич. 9 августа 1993 года патриарх Константинопольский Варфоломей и патриарх Сербский Павел освятили краеугольный камень будущей церкви.
18 мая 1994 года патриарх Московский Алексий II совершил литургию на месте строящегося собора. 11 сентября 2001 года храм посетил архиепископ Афинский Христодул, пожертвовавший от имени Афинской архиепископии 15 миллионов драхм на создание иконостаса. 4 мая 2002 года собор посетил патриарх Александрийский Пётр VII. Кроме того строящийся храм в разное время посещали митрополит Волоколамский Питирим, председатель Отдела внешних церковных связей Московского патриархата митрополит Волоколамский Иларион, архиепископ Екатеринбургский Викентий, архиепископ Красноярский Антоний, архиепископ Гродненский и Волоковысский Артемий, архиепископ Мукачевский и Ужгородский Феодор. Также 4 июля 2004 года здесь была совершена епископская хиротония Иоанна (Пурича), избранного епископом Диоклийским.
30 июня 2013 года, в Неделю Всех святых, митрополит Черногорско-Приморский Амфилохий, в сослужении с епископом Будимлянско-Никшичским Иоанникием и епископом Положско-Кумановским Иоакимом, совершил освящение крипты собора.
7 октября 2013 года чин освящения собора совершил патриарх Константинопольский Варфоломей. На литургии присутствовали патриарх Сербский Ириней, патриарх Иерусалимский Феофил, патриарх Московский Кирилл, архиепископ Кипрский Хризостом, архиепископ Афинский Иероним, архиепископ Тиранский и всей Албании Анастасий, митрополит Варшавский Савва и местоблюститель Митрополичьего престола Православной Церкви Чешских земель и Словакии архиепископ Оломоуцко-Брненский Симеон.

## Архитектура
Собор построен по проекту сербского архитектора Предрага Ристича и сочетает в себе элементы множества стилей, характерных для черногорских храмов. Например, башни собора спроектированы по образцу башен собора Святого Трифона в Которе. Основание внешних стен храма выложены толстыми необработанными камнями, которые на следующих уровнях постепенно сглаживаются и становятся изящными. Здание содержит также элементы, которые в ином контексте можно было бы считать модернистскими, но в данном храме совершенно гармонируют с традиционным стилем.
Площадь храма составляет 1270 м², а высота — 41,5 м. В соборе расположены 17 колоколов, вылитых в России. Вес одного из них составляет более 11 тонн, что делает его самым большим колоколом на Балканах. Паникадило и средства освещения храма были изготовлены на Украине, а фреска «Сошествие Святого Духа на апостолов и все земные народы» сделана в Белоруссии. Серебряные царские врата вырезаны из дерева мастерами из Румынии. Над входом в храм размещена мозаика площадью 59,9 м². Она изготовлена профессором Лазичем и студентами Белградской академии изобразительных искусств по проекту Косты Брадича.